# Профспілкова вулиця (Київ)
Профспілко́ва ву́лиця — вулиця в Дніпровському районі міста Києва, місцевість Ліски. Пролягає від Алматинської вулиці до Азербайджанської вулиці.
Прилучаються вулиці Новаторів, Слобожанська, провулки Профспілковий та Василя Сухенка.

## Історія
Вулиця виникла в середині XX століття під назвою (2-га) Високовольтна. Сучасна назва — з 1955 року.